# Mimosybra melli
Mimosybra melli là một loài bọ cánh cứng trong họ Cerambycidae.